# Júlia Németh (calciatrice)
Júlia Németh (Veszprém, 4 ottobre 1991) è una calciatrice ungherese, portiere della Nazionale ungherese.

## Carriera

### Club
Dopo aver vestito la maglia prima, fino al 2005, del Ajka-Padragkút, per poi passare Gizella Veszprémi dalle stagioni 2005-06 alla 2007-08, Júlia Németh sottoscrive un accordo con il Ferencvárosi Torna Club, società polisportiva con sede nella capitale Budapest, per giocare tra i pali della sezione di calcio femminile. Con il Ferencvárosi riesce a conquistare il titolo di campione della Női NB I, il massimo livello del campionato ungherese femminile di calcio, al termine della stagione 2014-15, debuttando per la prima volta in un torneo internazionale riservato alle squadre di club il 13 agosto 2015, nella fase di qualificazione all'edizione 2015-2016 della UEFA Women's Champions League, nell'incontro vinto dalle ungheresi sulle campioni d'Israele dell'ASA Tel Aviv per 2-1.

### Nazionale
Viene più volte convocata nelle rappresentative nazionali giovanili, prima con l'Under-17 per poi passare all'Under-19.
Con la prima il suo esordio avviene in occasione delle qualificazioni all'edizione 2007 del Campionato europeo femminile Under 17 di calcio, nella partita valida per il primo turno di qualificazione nel Gruppo 3 giocata il 20 ottobre 2007 con le pari età della Croazia, match terminato con vittoria delle ungheresi per 6 a 0.
Nel 2010 fa il suo debutto nella nazionale maggiore, entrando titolare nell'amichevole giocata il 26 novembre all'ETO Park di Győr contro la Repubblica Ceca, incontro terminato con la vittoria delle ceche per 3-4.

## Palmarès

### Club
- Campionato ungherese: 3

Ferencváros: 2014-2015, 2015-2016, 2018-2019
- Coppa d'Ungheria femminile: 5

Ferencváros: : 2014-2015, 2015-2016, 2016-2017, 2017-2018, 2018-2019